# ニコロズ・チョロカシヴィリ

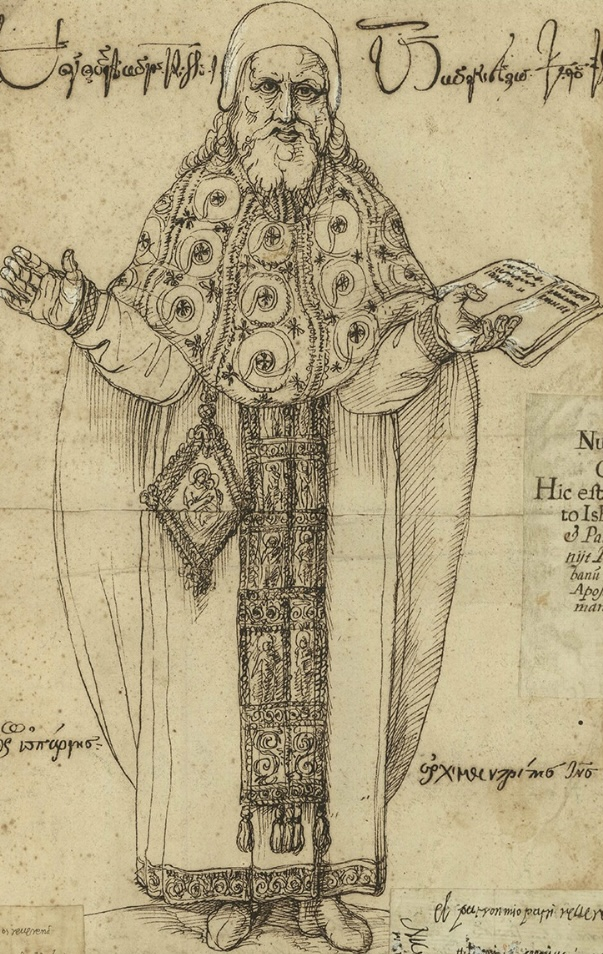
ニコロズ・チョロカシヴィリ

ニコロズ・チョロカシヴィリ（1585年 - 1658年、グルジア語: ნიკოლოზ ჩოლოყაშვილი; ნიკოლოზ ირუბაქიძე-ჩოლოყაშვილი, ラテン文字転写例: Nikoloz Cholokashvili, Nicholoz Irubakidze-Cholokashvili）は、グルジア正教会の司祭（のちカトリコス）であり、政治家、外交官。

## 生涯
有力な貴族の家庭に生まれる。イタリアにあるギリシャ聖職学校（Greek clerical school）に学び、1608年から1614年にかけて、グルジア東部を支配するカヘティ王国（Kingdom of Kakheti）の王テイムラズ1世（Teimuraz I）の宮廷に仕える司祭となる。シャー・アッバース1世が1614年に侵攻していた際、エルサレムに赴いた。1625年に、テイムラズにより、ペルシアの攻勢に対抗する支援を得る事を任務とするヨーロッパ大使に任じられた。しかしヨーロッパ諸国はこの時、三十年戦争にあって、コーカサスの一キリスト教小王国の運命に関心を払うどころではなく、この任務は失敗に終わった。ローマ訪問中、最初のグルジア語印刷物であるグルジア語辞書の出版を助けた。1629年に帰国すると、トビリシのメテヒ（Metekhi）の上級司祭に任じられ、1629年から1632年までその任にあった。1632年には、ミングレリア（Mingrelia）公レヴァン2世（Levan II Dadiani）に招かれ、大臣に任じられた。1643年から1649年にかけて、再びエルサレムで暮らし、十字架修道院で掌院となる。1649年にミングレリアに戻り、1650年にはアブハジア（グルジア西部）のカトリコスに叙される。レヴァン2世の永眠後は、新しい公ヴァメク3世（Vamek III Dadiani）により捕えられ、1658年、獄中で永眠した。